# Андроник Комнин Палеолог
Андроник Палеолог (греч. Ανδρόνικος Παλαιολόγος, ок. 1190 — 1247) — никейский военачальник, великий доместик, отец императора Михаила VIII.

## Биография
Сын великого дуки Алексея Палеолога и Ирины Кантакузины Комнины, дочери Иоанна Кантакузина. 
Титул великого доместика получил, вероятно, еще в правление Феодора I Ласкариса (согласно Никифору Григоре), либо в самом начале царствования Иоанна III Дуки Ватаца, так как в 1224 с этим титулом руководил налоговой переписью в долине Скамандра, только что присоединенной к Никейской империи.
В 1233 командовал войсками, посланными на Родос подавлять мятеж кесаря Льва Гавалы, решившего отложиться от империи.
В 1246 участвовал в походе Иоанна III на Балканы, завершившемся присоединением части Македонии и Фессалоникского государства, и был в конце того года назначен великим доместиком Запада и командующим всеми гарнизонами присоединенных территорий. В начале 1247 принял постриг в Фессалонике и вскоре умер там же, под именем монаха Арсения. Тело его было перевезено в Никею и там похоронено.

## Семья
- 1-й брак: Феодора Ангелина Палеологиня, дочь деспота Алексея Палеолога и Ирины Ангелины Комнины, дочери Алексея III.
- 2-й брак: N

Дети:
- Мария (род. ок. 1216), муж: (1237) Никифор Тарханиот, великий доместик
- Ирина Комнина Палеологиня (ок. 1218 — декабрь 1284), муж: Иоанн Кантакузин Комнин (ум. ок. 1257)
- Михаил VIII
- Иоанн Палеолог Комнин Дука Ангел (1225/1230 — 1273/1274), севастократор, деспот. Жена (ок. 1259): N, дочь Константина Торника
- (от 2-го брака) Константин Палеолог Комнин Дука Ангел (ок. 1230 — до 1275), севастократор. Жена (1259/1260) Ирина Комнина Ласкарина Вранена, дочь стратига N Враны